# Open-Sankoré
Open-Sankoré ist eine freie Software für interaktive Whiteboards, die mit fast allen erhältlichen digitalen Tafeln und Beamern und den dazugehörigen Fernbedienungen, sowie mit Tablets kompatibel ist. OpenBoard ist ein Fork von Open-Sankoré und wird seit 2014 vom service écoles-médias des Kantons Genf entwickelt.

## Geschichte
Der Name Open-Sankoré wurde gewählt, um an die historische Universität Sankoré in Timbuktu zu erinnern, die in der frühen Neuzeit ein Zentrum der Bildung in der islamischen Welt war.
Open-Sankoré basiert auf der Software Uniboard, die an der Universität Lausanne (Schweiz) entwickelt wurde. Dort wurde die Software seit 2003 vom Lehrpersonal der Universität eingesetzt und später in ein lokales Startup-Unternehmen (Mnemis SA) ausgegliedert. 2010 erwarb auf Betreiben der französischen Regierung die Gemeinnützige Interessenvereinigung für Digitale Bildung in Afrika (GIP ENA) alle Rechte an der Software, um sie unter einer freien (Open-Source) Lizenz (GPL 3) unter dem Namen Open-Sankoré zu veröffentlichen. Die französische Initiative zielt auf die Erreichung der Millennium-Entwicklungsziele der Vereinten Nationen. Die französische Regierung bietet die Software dafür in verschiedenen Programmen afrikanischen Ländern in Verbindung mit Computern und Videoprojektoren an. Dafür wurde die DIENA gegründet. Seit 2011 wurden Staatsverträge mit Mauritius, Haiti, Senegal, Mali und Burkina Faso geschlossen und hunderte entsprechender Klassen eingerichtet. Seit April 2013 werden auch in Brüssel und Umgebung bis zu 160 Schulen mit neuer Hardware und Open-Source-Software ausgestattet, wobei Open-Sankoré Teil des Software-Paketes ist. Im Jahr 2013 wurde die GIP ENA aufgelöst.
Der Quellcode von Open-Sankoré wurde zuletzt im Januar 2015 verändert.

### OpenBoard
Seit September 2014 gibt es mit OpenBoard einen Fork des Projekts basiert auf Open-Sankoré 2.0, OpenBoard wird von der Genfer Bildungsverwaltung entwickelt. Diese vereinfachte Version soll besser auf Mac OS X funktionieren.

## Innovationen
Neben dem Umstand, dass Open-Sankoré die erste freie und quelloffene interaktive Software für interaktive Whiteboards ist, bringt das Programm zwei Innovationen auf den Markt: Zum einen ist das verwendete Dateiformat kein Binärformat, sondern basiert auf den W3C Webstandards, so dass es in aktuellen Webbrowsern problemlos angezeigt wird. Erstellte Inhalte können somit online verteilt oder veröffentlicht werden, ohne dass der Nutzer eine Software oder ein Plugin installieren müsste. Zum anderen kann die Software durch Apps erweitert werden, die nach dem W3C Widget Standard programmiert werden können. Dadurch können sich die Hauptentwickler von Open-Sankoré auf die Kernkomponenten konzentrieren, während die Community leicht eine Vielzahl von kleinen Apps entwickeln kann, die auf die speziellen Bedürfnisse angepasst sind.

## Bedienung

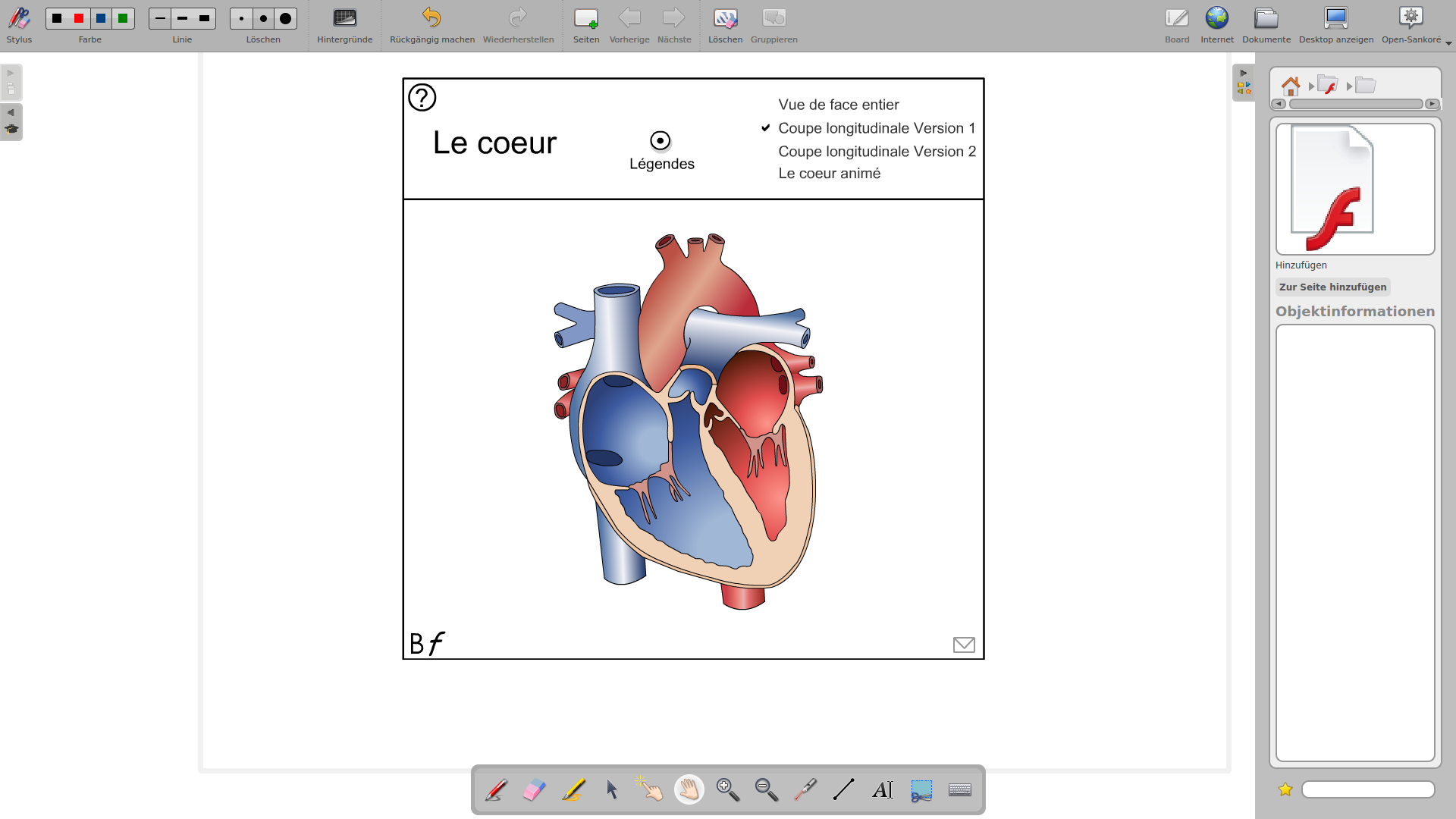
Oberfläche von Open-Sankoré (Version 2.1)

Das Bedienungskonzept setzt auf intuitive und effiziente Bedienbarkeit. Insbesondere soll es sich auch an Lehrende, Schüler und Studierende richten, die keine besonderen technischen Vorkenntnisse haben. Im Programm können jegliche Dokumententypen eingefügt werden (Text, Bilder, Flash Animationen, Videos). Alle Inhalte können auch mit Kommentaren versehen werden. Ein weiterer wichtiger Teil des Programms ist die Möglichkeit, Lerninhalte mit anderen zu teilen und fremde Inhalte zu übernehmen oder zu verbessern. Das konnte unter anderem über die Website Planète Sankoré erfolgen, auf der bereits vorhandene (derzeit überwiegend französischsprachige) Inhalte ausgetauscht werden.

## Sprachen
Das Programm ist derzeit in folgenden Sprachen verfügbar: Arabisch, Baskisch, Bulgarisch, Chinesisch (traditionell), Chinesisch (vereinfacht), Dänisch, Deutsch, Englisch, Französisch, Griechisch, Hebräisch, Italienisch, Japanisch, Katalanisch, Koreanisch, Korsisch, Madagassisch, Niederländisch, Norwegisch, Polnisch, Portugiesisch, Rätoromanisch, Rumänisch, Russisch, Schwedisch, Slowakisch, Spanisch und Türkisch.